# Dobrzyca (Szydłowo)
Dobrzyca (deutsch Borkendorf, früher Borkendorff) ist ein Dorf in der Landgemeinde (Gmina) Szydłowo (Groß Wittenberg) im Powiat Pilski (Schneidemühler Kreis) der polnischen Woiwodschaft Großpolen.

## Geographische Lage
Das Dorf liegt am Zusammenfluss von Küddow (poln. Gwda) und Glumia (poln. Głomia), etwa 25 Kilometer ostsüdöstlich von Deutsch Krone (Wałcz), neun Kilometer nordnordöstlich von Schneidemühl und sechs Kilometer östlich von Lebehnke (Stara Łubianka).

## Geschichte

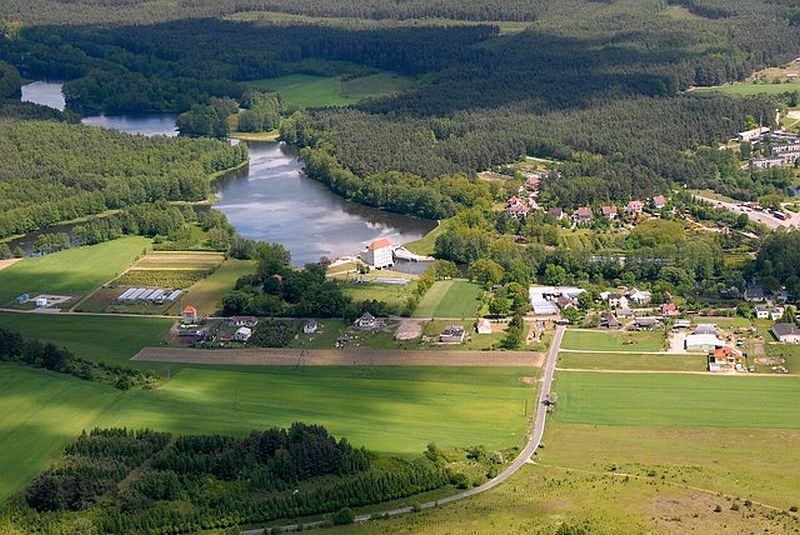
Staustufe an der Küddow und Dorf (Juni 2006)

Die Grenzregion des Netzedistrikts, in der das Dorf liegt, hatte ursprünglich zum Herzogtum Pommern gehört, war vorübergehend unter polnische Herrschaft gelangt und dann an die Markgrafen von Brandenburg gekommen. Im Rahmen der Ersten Teilung Polen-Litauens kam das Dorf 1772 zusammen mit dem Landkreis Deutsch Krone an Preußen.
Die Ortschaft Borkendorf wurde 1661 als villa Borki alias Dobrzyca erwähnt und später auch Skorka und Glómia genannt. Die Ortsbezeichnung rührt von Caspar Friedrich Bork her, der 1661 Besitzer des Dorfs war. Kammerherr Otto Ernst von Keyserling kaufte dieses seinerzeit in Polnisch-Preußen gelegene Gut (nebst Lunau und Paparczyn im Culmer Land und weiteren Gütern) nach seiner Eheschließung im Dezember 1758. Keyserling, der nach der 1772 erfolgten Wiedervereinigung Westpreußens mit Preußen von König Friedrich II. 1777 mit seinem Landbesitz in den Grafenstand erhoben worden war, verkaufte 1784 das Gut an einen von Voss für 10.500 Taler. 1804 besaß es Frau von Kozlowska. Es wurde auf 7000 Taler abgeschätzt.
Die Gemeinde Borkendorf hatte um 1930 eine 7,6 km² große Gemarkungsfläche, und auf dem Gemeindegebiet befanden sich zwei Wohnplätze, auf denen insgesamt 42 bewohnte Wohnhäuser standen:
- Borkendorf
- Gut Borkendorf

Im Jahr 1945 gehörte Borkendorf zum Landkreis Deutsch Krone im Regierungsbezirk Grenzmark Posen-Westpreußen der preußischen Provinz Pommern des Deutschen Reichs. Borkendorf war dem Amtsbezirk Kramske zugeordnet.
Im Februar 1945 wurde Borkendorf von der Roten Armee besetzt. Nach Beendigung der Kampfhandlungen wurde die Region seitens der sowjetischen Besatzungsmacht zusammen mit ganz Hinterpommern und der südlichen Hälfte Ostpreußens – militärische Sperrgebiete ausgenommen – der Volksrepublik Polen zur Verwaltung überlassen. Es wanderten nun Polen zu. Borkendorf wurde unter der polnischen Ortsbezeichnung „Dobrzyca“ verwaltet. Die einheimische Bevölkerung wurde von der polnischen Administration aus Borkendorf vertrieben.

### Demographie
| Jahr | Einwohner | Anmerkungen |
| ---- | --------- | --- |
| 1783 | –         | Gratialgut mit einem Vorwerk, 17 Feuerstellen (Haushaltungen), im Netzedistrikt, Kreis Krone |
| 1818 | 105       | Dorf, adlige Besitzung |
| 1864 | 375       | im Dorf und Rittergut (darunter 255 Evangelische und 112 Katholiken) |
| 1910 | 325       | am 1. Dezember, davon 145 in der Landgemeinde (darunter 74 Evangelische und 70 Katholiken; elf Personen mit polnischer Muttersprache) und 180 im Gutsbezirk (134 Evangelische, 46 Katholiken; eine Person mit polnischer Muttersprache) |
| 1925 | 267       | darunter 158 Evangelische und 109 Katholiken |
| 1933 | 318       | [ 8 ] |
| 1939 | 334       | [ 8 ] |

## Kirche
Die Protestanten der bis 1945 anwesenden Dorfbevölkerung gehörten zum evangelischen Kirchspiel Lebehnke.